# Katarina Mitrović
Katarina Mitrović (Beograd, 4. februar 1991) srpska je književnica, scenaristkinja i dramaturg.

## Biografija
Katarina Mitrović je četiri godine studirala srpsku književnost i jezik na  Filološkom fakultetu u Beogradu,  a trenutno je apsolventkinja na Fakultetu  dramskih umetnosti u Beogradu, katedra za dramaturgiju.
Odrasla je  u  Obrenovcu, a sada živi u Beogradu.

## Dela

### Knjige poezije
Katarina Mitrović je objavila  dve knjige poezije: Utroba (Matica srpska, 2017) i Dok čekam da  prođe (Gradska biblioteka Karlo Bijelicki, 2018).
Zbirka poezije  Utroba objavljena je u okviru edicije Prva knjiga u izdanju Matice srpske. 
Pobednica  je konkursa Somborskog književnog festivala  za drugu knjigu autora do trideset i pet godina sa knjigom poezije Dok čekam da prođe koja je objavljena 2018. godine.  U zbirci se nalazi trideset i sedam pesama. Prvobitni naziv zbirke je  bio  Pitomi divlji pas.
Roman u  stihu Nemaju sve kuće dvorište (PPM Enklava, 2020)  se našao  u širem izboru za NIN-ovu nagradu 2020. godine i u najužem izboru za nagradu Biljana Jovanović 2021. Prvobitni naslov romana bio je Sve dobre smrti već su uzete. Eksperimentalni roman prati priču dvadesettrogodišnje Milice, biseksualke, koja, nakon smrti oca, odlazi kod psihoterapeutkinje. Radnja romana dešava se u savremenom Beogradu.
U potrazi za smislom, ona neprestano preispituje sebe, svoj odnos sa ljudima i svetom koji je usisava demonskom snagom, a kome se ona istovremeno opire i predaje. Susreti sa ljudima najrazličitijih profila, od striptizeta, radnika, muzičara do nepoznatih osoba u čije stanove odlazi, mozaički se smenjuju i postaju okidač za snažne unutrašnje monologe glavne junakinje čineći od njenog vrtoglavog putovanja svojevrstan introspektivni road movie. Takva smela potraga izaziva junakinju i čitaoca da potraži u sebi stalno dvorište za sve kuće iz kojih bežimo“, navodi izdavač „PPM Enklava“, čiji osnivač je pesnik Zvonko Karanović, na koricama knjige.

### Drame
Celovečernja drama Kidanje  Katarine Mitrović izabrana je kao jedna od pet najboljih na Hartefaktovom konkursu za najbolji regionalni savremeni angažovani dramski tekst 2016. godine. Po tekstu drame je snimljena TV drama u koprodukciji FDU i RTS-a. Dramu je režirao apsolvent Filmske i TV režije Siniša Cvetić pod supervizijom profesora Gorana Pekovića, mentora ovoga projekta, i urednika TV drame "Kidanje" Marka Novakovića, odgovornog urednika Redakcije dramskog i domaćeg serijskog programa.U ponedeljak,  5. aprila, od 21:30, na Drugom programu RTS-a  drama  je premijerno prikazana kao  prvi naslov u okviru ciklusa „TV drame studenata FDU“. 

### Scenaristika
Radila kao  scenaristkinja na seriji Grupa (produkcija Vision Team,  emitovana na RTS-u na jesen 2019) i Mama i tata se igraju rata  (Kombajn film i This and That produkcija, emitovano na RTS-u u  oktobru 2020). Koscenaristkinja kratkometražnog igranog filma Onaj  koji donosi kišu, u režiji Isidore Veselinović. Adaptirala u  scenario dramu Paviljoni svoje profesorke Milene Marković koja je emitovana na RTS u 2018. godine u režiji Dragana Nikolića. 
Zajedno sa Bojanom Vuletićem napisala je scenario za seriju "Deca zla" prema romanu Miodraga Majića, u produkciji kuće "Firefly".

#### Grupa
Serija "Grupa" je prva srpska serija sa svetskom distribucijom, otkupljena od strane medijske kompanije Kešet. Jedna  je od najgledanijih serija u 2019. godini. Serija je predstavljena na svetskom TV festivalu u Londonu. Time je serija "Grupa" postala prva serija sa Balkana, posle hrvatske serije "Novine", koja se pridružila svetskim TV ostvarenjima. 

#### Deca zla
Radnja priče  je smeštena  u Beograd, u kući na Dedinju, gde se dešava ubistvo političara. Nakon što nepoznata osoba ubija žrtvu i ostavi krvavi dukat u njenoj ruci, što jasno ukazuje na ritualno ubistvo, otvara se niz pitanja i događaja koji se moraju rešiti. Potraga za ubicom nas uvodi u svet prepun zločina iz strasti, osvete, opomena i simbolike.

## Spoljašnje veze
- TV drama Kidanje